# FC Istres
FC Istres (celým názvem Football Club Istres Ouest Provence) je francouzský fotbalový klub z města Istres v regionu Provence-Alpes-Côte d'Azur. Klub byl oficiálně založen v roce 1920 a jeho domácím hřištěm je stadion Stade Parsemain s kapacitou 17 400 diváků.
V sezoně 2012/13 obsadil 13. místo v Ligue 2. V sezoně 2013/14 skončil se 36 body na 19. místě a sestoupil do třetí ligy Championnat National.

## Soupiska
K 13. 8. 2014
| Číslo |          | Pozice | Hráč            |
| ----- | -------- | ------ | --------------- |
| 1     | Francie  | B      | Olivier Blondel |
| 3     | Francie  | O      | Nicolas Flégeau |
| 4     | Francie  | O      | Wilfried Rother |
| 5     | Senegal  | Z      | Birane Ba       |
| 7     | Česko    | Z      | Mario Lička     |
| 8     | Francie  | Z      | Jonathan Tinhan |
| 9     | Brazílie | Ú      | Matheus Alves   |
| 10    | Francie  | Ú      | Bagaly Dabo     |
| 11    | Alžírsko | Z      | Farid Boulaya   |
| 13    | Francie  | O      | Khaled Kehiha   |

| Číslo |         | Pozice | Hráč             |
| ----- | ------- | ------ | ---------------- |
| 14    | Francie | Z      | Anthony Belmonte |
| 16    | Francie | B      | Romain Lejeune   |
| 17    | Francie | Ú      | Abdellah Zoubir  |
| 19    | Senegal | Z      | Ibrahima Ba      |
| 20    | Francie | O      | Aurélien Boche   |
| 22    | Francie | Z      | Florian Tardieu  |
| 23    | Francie | O      | Michaël Bosqui   |
| 26    | Francie | Z      | Benjamin Mas     |
| 27    | Francie | Z      | Cyril Jeunechamp |
| 30    | Francie | B      | Jordan Gil       |
| -     | Česko   | Ú      | Martin Fenin     |

## Známí hráči
- Olivier Giroud
- Hocine Ragued
- Rafik Saïfi